# Hilary Jaén
Hilary Stacy Jaén Rodríguez (* 29. August 2002 in Las Margaritas) ist eine panamaische Fußballspielerin.

## Karriere

### Klub
Von SD Atletico Nacional wechselte sie im Sommer 2019 zum Tauro FC. Im Sommer 2022 ging sie in die USA, wo sie bei der College-Mannschaft der South Alabama Jaguars spielte. Seit Sommer 2023 steht sie im Roster der Mannschaft des Jones College.

### Nationalmannschaft
Für die panamaische A-Nationalmannschaft kam sie in der Qualifikation für den Gold Cup 2018 zu ihren ersten bekannten Einsätzen. Dort kam sie bei der Endrunde zu Einsätzen. Auch in den am Ende erfolglosen Playoffs um einen Platz bei der Weltmeisterschaft 2019 war sie im Einsatz. Im darauffolgenden Jahr nahm sie mit ihrem Team aber zumindest am Turnier der Panamerikanischen Spiele 2019 teil. Nach den Qualifikationsspielen für das Turnier bei Olympia 2020 folgten im Jahr 2021 dann weitere Freundschaftsspieleinsätze.
Im Sommer 2022 nahm sie mit der U20 noch an deren CONCACAF-Meisterschaft in diesem Jahr teil. Bei der CONCACAF W Championship 2022 sicherte sie sich mit dem A-Team dann wieder einen Platz für die Playoffs, welche sie diesmal mit ihrem Team erfolgreich abschloss und sich so erstmals für eine WM qualifizierte. Nach ein paar weiteren Freundschaftsspieleinsätzen stand sie im Kader des Teams bei der Weltmeisterschaft 2023 und wurde hier in allen drei Gruppenspielen ihrer Mannschaft eingesetzt.